# Sunt un mic ticălos (franciză)

Logo-ul francizei

Franciza Sunt un mic ticălos creată de Illumination Entertainment este compusă din:

## Filme
- Sunt un mic ticălos (2010)
- Sunt un mic ticălos 2 (2013)
- Minionii (2015)
- Sunt un mic ticălos 3 (2017)
- Minionii 2 (2022)
- Sunt un mic ticălos 4 (2024)
- Minionii 3 (2026)